# Athens (Texas)
Athens è un comune (city) degli Stati Uniti d'America e capoluogo della contea di Henderson nello Stato del Texas. La popolazione era di 12 710 abitanti al censimento del 2010.

## Geografia fisica
Secondo lo United States Census Bureau, la città ha una superficie totale di 49,72 km², dei quali 43,59 km² di territorio e 6,13 km² di acque interne (12,32% del totale).

## Società

### Evoluzione demografica
Secondo il censimento del 2010, la popolazione era di 12 710 abitanti.

### Etnie e minoranze straniere
Secondo il censimento del 2010, la composizione etnica della città era formata dal 65,34% di bianchi, il 17,75% di afroamericani, lo 0,5% di nativi americani, lo 0,61% di asiatici, lo 0,02% di oceanici, il 13,68% di altre razze, e il 2,1% di due o più etnie. Ispanici o latinos di qualunque razza erano il 26,73% della popolazione.